# Geografia do Paraguai
A Geografia do Paraguai é um domínio de estudos e conhecimentos sobre os aspectos geográficos paraguaios. No Paraguai existem três diferentes regiões geográficas: o Gran Chaco, o campo e a floresta.
O Chaco é uma planície de grande extensão na parte ocidental do país. Em compartilhamento com a Bolívia e a Argentina, é caracterizado pela altitude que se declina gradualmente da parte norte-ocidental para a porção sul-oriental. É revestida de áreas pantanosas e ocorrem muitas cheias durante a época em que chove.
O campo é a vegetação predominante da região central. Constituem vegetação característica a savana, as florestas de galeria e o pântano. A região florestal está situada num acidente de planície. Suas colinas pouco elevadas recortam essa região e alcançam mais de 700 mm ao ano nas cordilheiras de Amambay e Mbaracayú, duas cadeias de montanhas na fronteira com a República Federativa do Brasil.
A rede hidrográfica é muito importante para o país. É composta pelos rios Paraná e Paraguai, os quais servem de fronteira natural com o Brasil; pelo Pilcomayo, que é originário da Bolívia e desemboca no Paraguai; e pelos acidentes geográficos lacustres do Ypoá, do Ypacaraí e do Verá. O clima é variado do tropical ao subtropical. Suas temperaturas são altas e chove muito na maior parte do ano.

## Fronteiras
O Paraguai faz fronteira com três países substancialmente maiores: a Bolívia, o Brasil e a Argentina. A definição da fronteira noroeste, com a Bolívia, estendendo-se pelas colinas baixas da região do Chaco, data de 1938. A fronteira entre o Chaco e o Brasil foi definida em 1927; seguindo a confluência do rio Apa e do rio Paraguai para o norte até a fronteira com a Bolívia. A fronteira norte da região Paranenha, definida em 1872, segue o curso do rio Paraná, os cumes da Serra de Amambai na região nordeste e, finalmente, o curso do rio Apa até desembocar no rio Paraguai. A fronteira sul do Paraguai com a Argentina acompanha os cursos dos rios Pilcomayo, Paraná e Paraguai. Argentina e Paraguai concordaram com essas fronteiras em 1876.

## Regiões geográficas
O país é dividido pelo rio Paraguai em ambas as regiões geográficas: a Região Oriental, ou Paranenha, na margem esquerda e a Ocidental, ou Chaco, na direita.

### Região Oriental

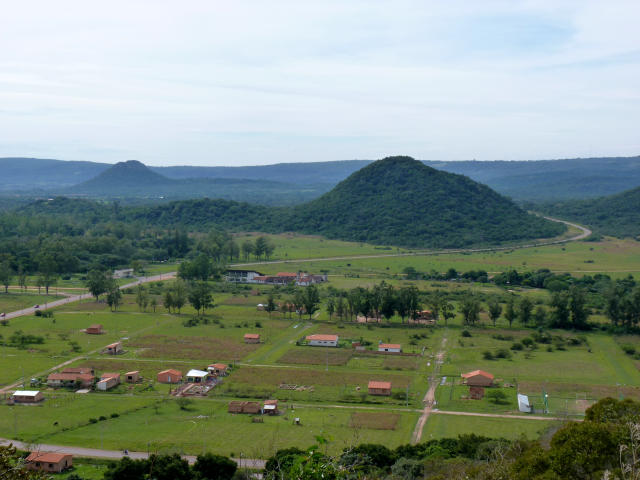
Colinas ao redor de Paraguarí

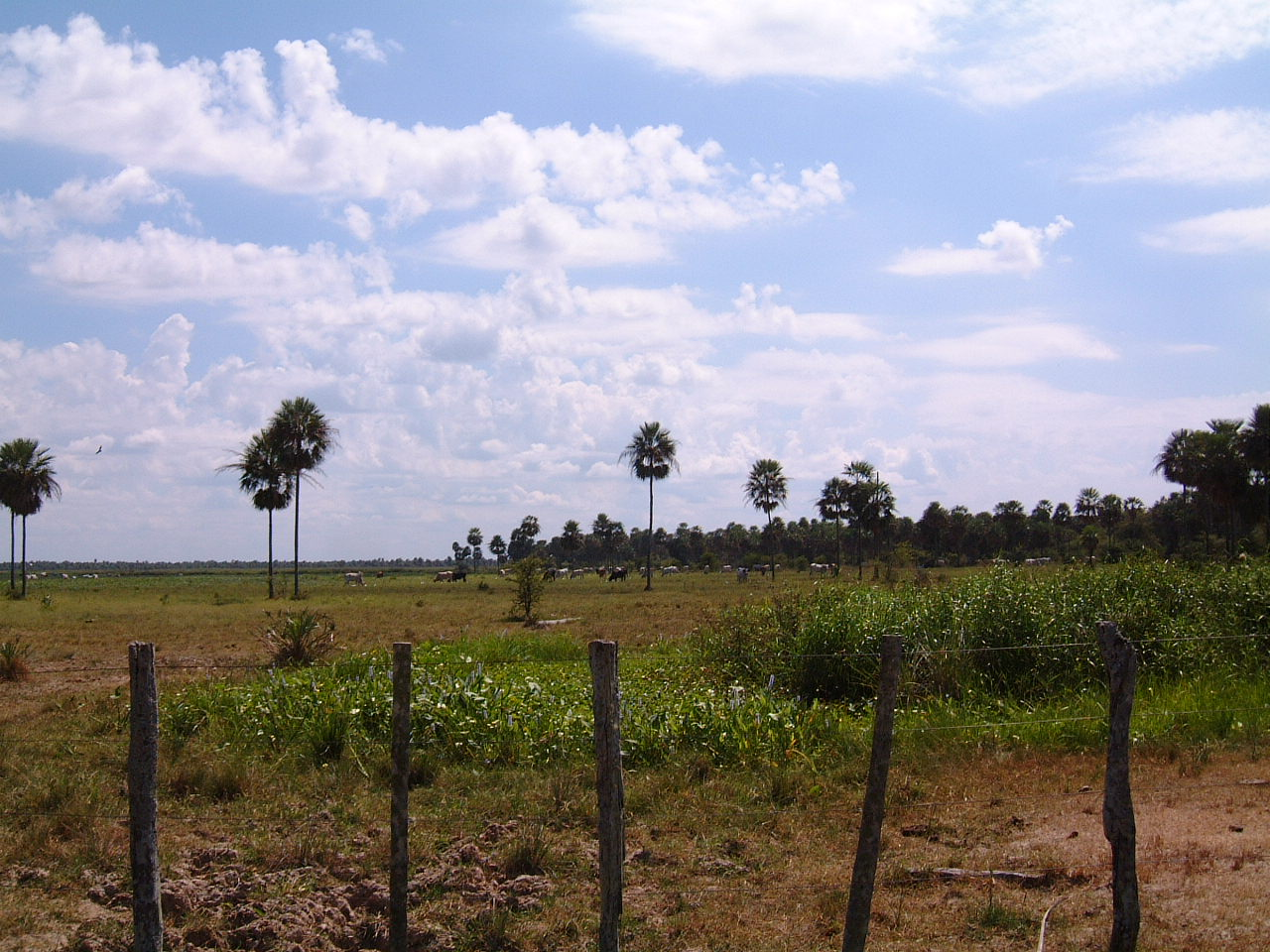
Fazenda de gado, Departamento de Presidente Hayes.

A região leste se estende do rio Paraguai até o rio Paraná. Cerca de 95% da população do Paraguai reside na região chamada Paranenha. Contém 14 dos 17 departamentos do país e as maiores estruturas sanitárias, de estradas, educação, comunicação e serviços básicos.
A região Paranenha pode ser descrita como uma área de terras altas ao leste, que se inclinam em direção ao rio Paraguai, onde se torna uma área de terras baixas, sujeita a inundações, ao longo do rio. O relevo da Região Oriental é uma extensão do Planalto Brasileiro, que nesta área alcança uma altitude média superior a 500 metros. A região também possui grandes planícies, vales amplos e terras baixas. Cerca de 80% da região está abaixo de 300 metros de altitude; a região mais baixa do país, a 46 metros de altitude, está localizada no extremo sul, na confluência do rio Paraguai com o rio Paraná.
Nas partes meridionais, oriental e ocidental do planalto, existe a ondulação de cadeias de morros. O terreno diminui aos poucos e se aplaina conforme chega mais perto, na parte ocidental do rio Paraguai e nas partes meridional e oriental do Paraná. A extensa região de altitude menor e de pântanos no decorrer do rio Paraguai tem uma população relativamente densa. Na parte meridional do Paraguai, perto do Paraná, as altitudes médias diminuem de 60 até 90 metros. Essa área é revestida por pântanos e florestas.

### Região Ocidental
A grande e aplainada região do Chaco é extensa da margem direita do rio Paraguai. Essa região, de terras e planícies, revestida por uma vegetação espalha, equivale a dois terços do país. Pertence à região chamada Gran Chaco, composta pelo extremo ocidental da região Centro-Oeste brasileira, a Bolívia oriental e o norte argentino. Na região do Chaco, o terreno vai ficando mais alto aos poucos, desde o rio Paraguai, e alcança mais de 300 metros na fronteira oeste do país. Apenas 5% dos paraguaios moram no Chaco. Nesta região há sérios gargalos estruturais que fazem com que os automóveis, os caminhões e os ônibus atolem nas estradas de terra em dias de chuva, e a riqueza do solo não é tão grande como o do leste do Paraguai.

## Relevo

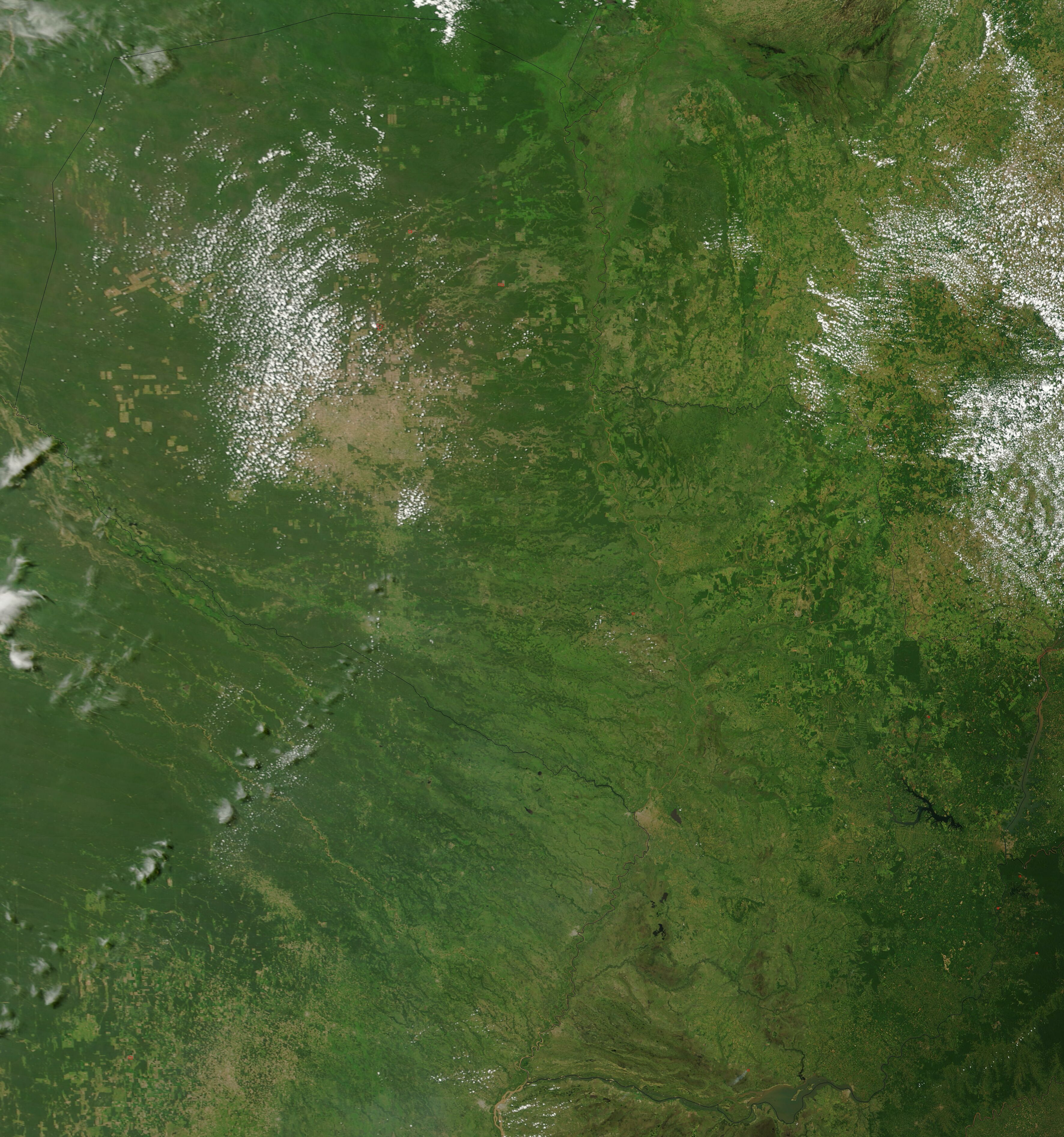
Imagem de satélite do Paraguai.

Todo o território do Paraguai faz parte da imensa bacia do rio da Prata, que é composta pelos rios Paraguai e Paraná. É formado de planícies, e somente na região leste surgem baixas montanhas, cuja estrutura tem ligação ao Pantanal Brasileiro.
O rio Paraguai, que desce de norte a sul, separa o país em ambas as porções bem diferentes. Na região ocidental, se expande o Chaco, uma repetitiva planície que cresce de modo imperceptível entre as margens do rio e o altiplano boliviano. A grande planície, que preenche igualmente porções dos territórios argentino e boliviano, abrange mais de 2/3 do território do Paraguai. Na parte oriental do rio Paraguai, o terreno cresce com suavidade e compõe uma região de morro que, nos pontos culminantes das cadeias montanhosas de Amambay e Mbaracayú, alcançam 700 m acima do nível do mar. Na parte sul-oriental, o terreno diminui novamente dirigindo-se para o vale do rio Paraná, o qual, em certos lugares, desce pelo planalto homônimo, o que teria propiciado que fossem construídas represas e usinas hidrelétricas.

## Clima

Mapa do Paraguai segundo a classificação climática de Köppen.

O Paraguai é cortado pelo Trópico de Capricórnio. As médias térmicas, ao longo do verão, variam de 25 °C a 40 °C, e no inverno de 10 °C a 20 °C. Chove muito no estio. Isso porque as massas de ar deslocam-se do oceano Atlântico e atingem 2 000 mm por ano nas elevações do leste do país. No Chaco, mais a noroeste, a precipitação média é de 500 mm por ano; na beira do rio Paraguai, de 1 200 mm anuais.
O Paraguai experiencia um clima subtropical na região Paranenha, e climas tropical e semi-árido no Chaco. A região oriental tem um clima úmido, com abundante precipitação ao longo do ano.
Durante o verão, a influência dominante sobre o clima são os ventos quentes de siroco que sopram do nordeste. Durante o inverno, o vento dominante é o pampero frio do Atlântico Sul, que sopra pela Argentina e é desviado para nordeste pelos Andes, na parte sul do país. Devido à falta de barreiras topográficas dentro do Paraguai, esses ventos predominantes opostos provocam mudanças abruptas e irregulares no clima geralmente moderado. Os ventos são geralmente rápidos. Velocidades de 160 km / h (100 mph) foram relatadas em locais do sul, e a cidade de Encarnación já foi arrasada por um tornado.
Durante os invernos amenos, julho é o mês mais frio, com uma temperatura média de cerca de 17°C em Assunção e 16°C no Planalto do Paraná. O número de dias com temperaturas abaixo de zero varia de três a dezesseis anualmente, e com variações ainda mais profundas no interior. Alguns invernos são muito amenos, com ventos que sopram constantemente do norte e pouca geada. Durante um inverno frio, no entanto, as massas do ar da Antártida trazem temperaturas sub-congelantes para todas as áreas. Nenhuma parte da região Paranenha está inteiramente livre da possibilidade de congelamento e consequente dano às plantações, e nevascas foram relatadas em vários locais.
O ar tropical úmido mantém o clima quente na região Paranenha de outubro a março. Em Assunção, a média sazonal é de cerca de 24°C, com janeiro - o mês mais quente - com média de 29°C. Villarrica tem uma temperatura média sazonal de 21°C e uma média de janeiro de 27°C. Durante o verão, temperaturas diurnas que chegam a 38°C são bastante comuns. Frentes frequentes de ar frio do sul, no entanto, causam o clima que alterna entre condições claras e úmidas e tempestades. Os céus ficarão quase sem nuvens por uma semana a dez dias, à medida que a temperatura e a umidade aumentam continuamente.
A quantidade média de chuvas durante o ano é de 1.638 mm, sendo maior no sudoeste do país e menor no noroeste. Na zona central, as chuvas anuais ficam entre 1.200 e 1.400 mm. A maior parte da precipitação ocorre nos meses de janeiro, abril e outubro.
Em contraste com a região Paranenha, o Chaco tem um clima tropical com estação seca, que se aproxima do semi-árido. O Chaco experimenta estações que alternadamente inundam e ressecam a região, mas variações sazonais de temperatura são modestas. As temperaturas do Chaco costumam ficar por volta de 24ºC, e as médias caem apenas ligeiramente no inverno. A precipitação é leve, variando de 500 a 1.000 milímetros por ano, exceto nas terras mais altas a noroeste, onde é um pouco maior. A precipitação é concentrada nos meses de verão, e extensas áreas que são desertos no inverno tornam-se pântanos de verão.

## Flora e fauna

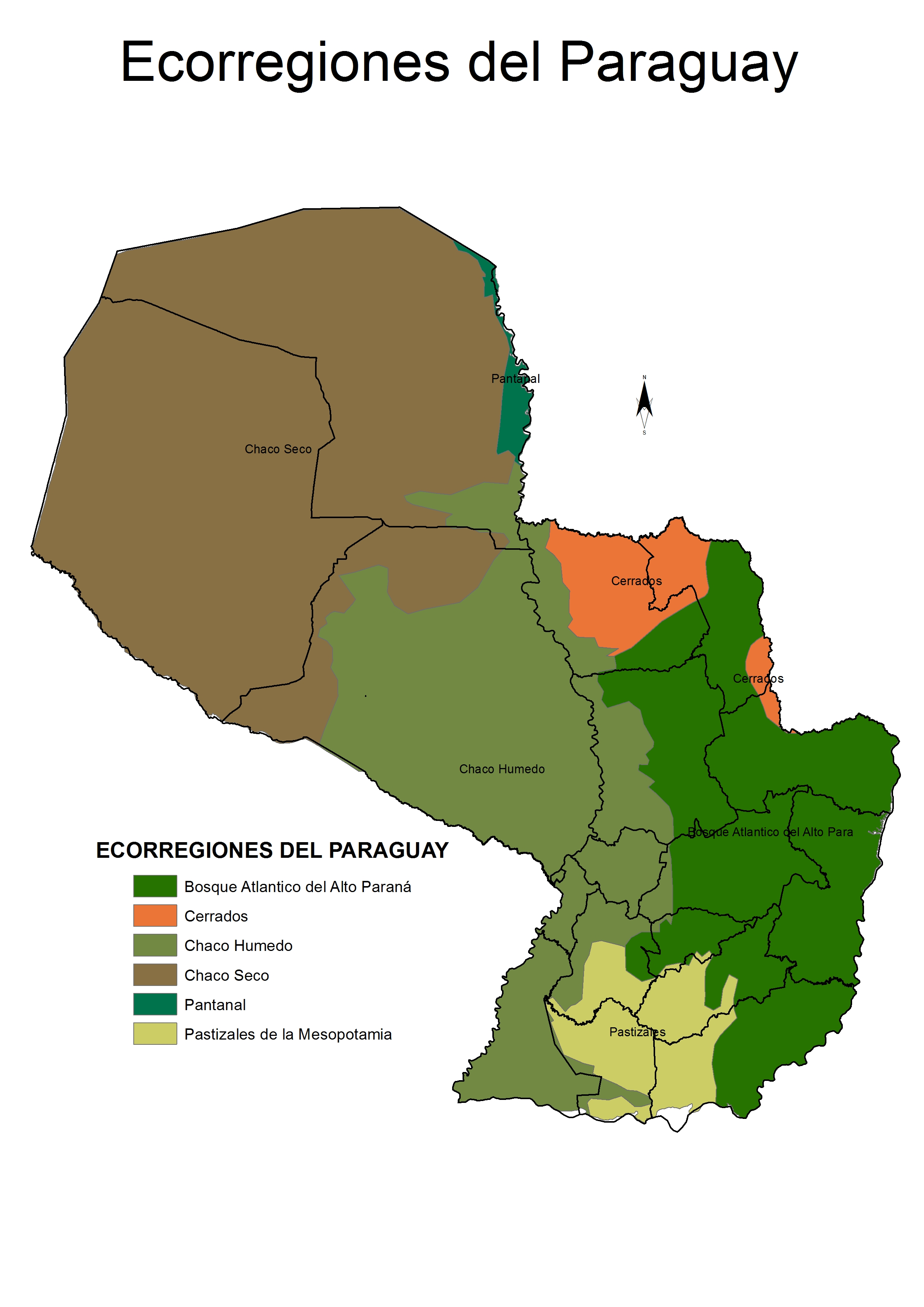
Ecorregiões do Paraguai

Já que as temperaturas são elevadas e chove muito, a vegetação natural é abundante nos morros e planaltos do leste da nação. Existem também enormes regiões revestidas de florestas na porção do Chaco, bem perto do rio Paraguai, entretanto, dirigindo-se para oeste a paisagem vai secando mais e a imensa planície é revestida de cactos e demais vegetais com capacidade de não ser sensível à demorada seca. No percurso do rio Paraguai, grandes terras baixas transbordam por muitos meses todo o ano, o que não deixa crescer árvores de grande altura e origina uma vegetação de ervas de enorme estatura.
A fauna do Paraguai, que é parecida com a da região Centro-Oeste do Brasil, abrange a onça, bem comum no Chaco, o cervo, o queixo-ruivo, tamanduá e tatu. Existem também espécies de pássaros e aves de clima tropical, como garças, emas, seriemas, papagaios e tucanos.

## Hidrografia

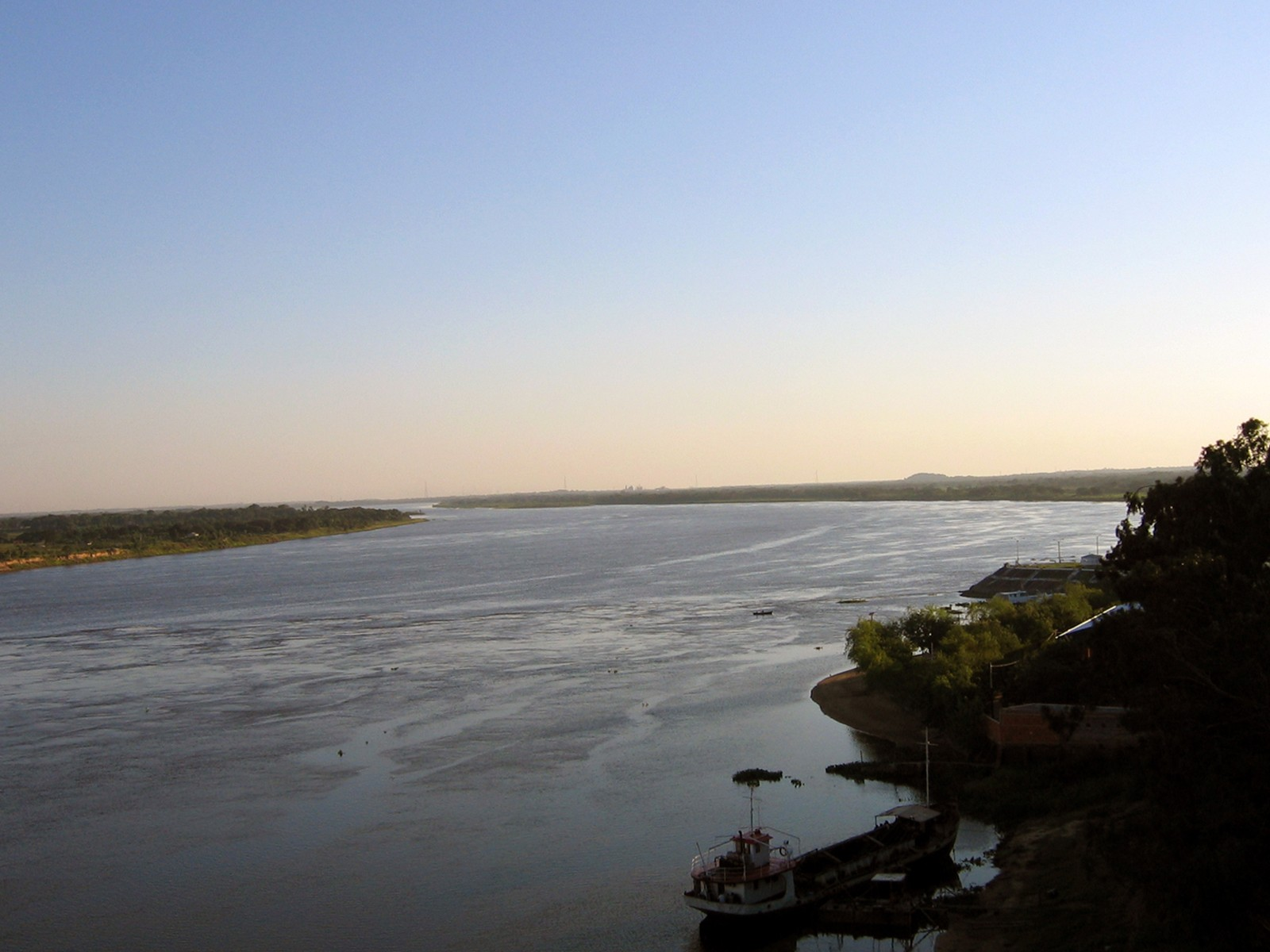
Paisagem do rio Paraguai.

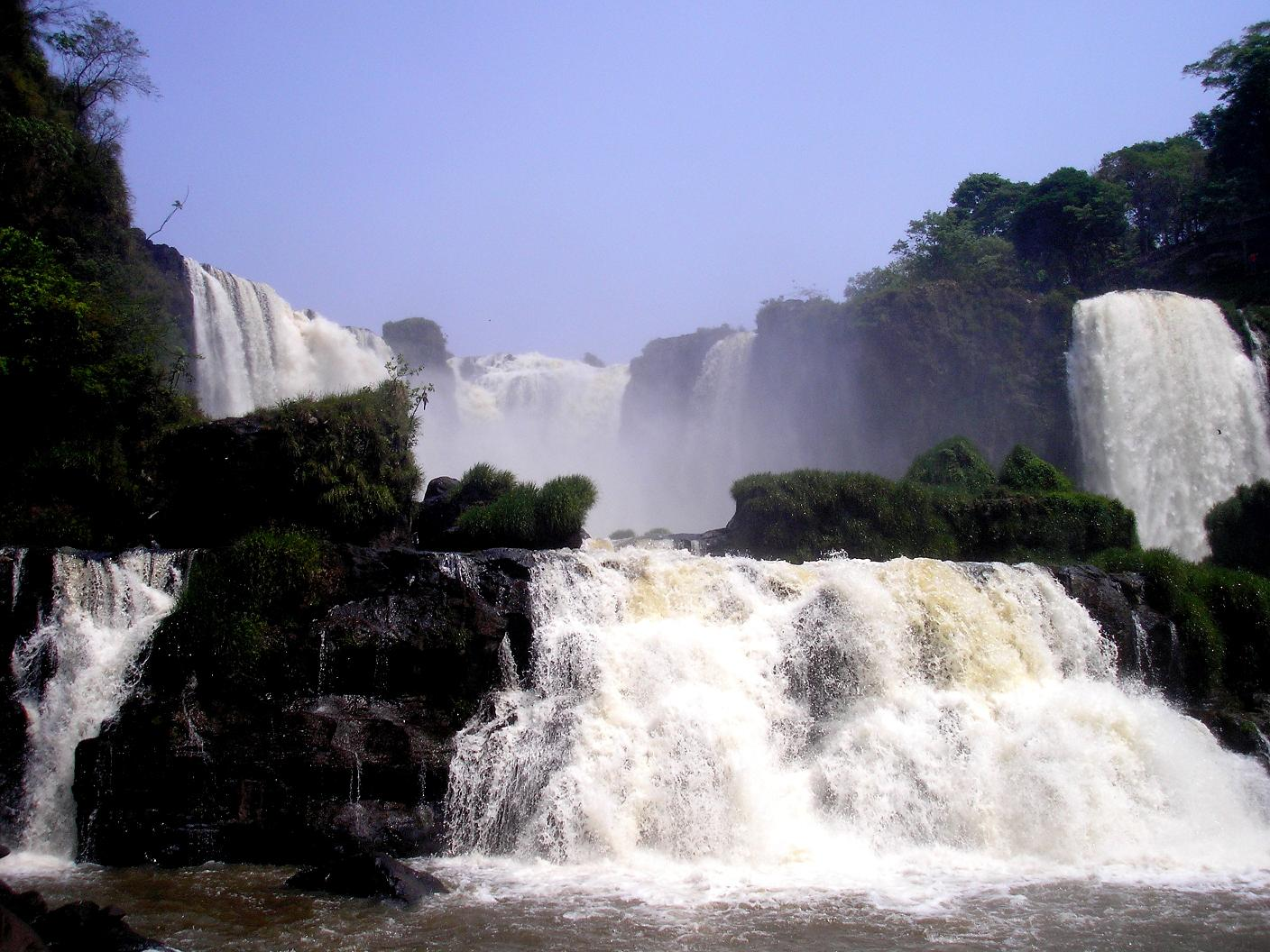
Saltos do Monday, no Rio Paraná

Três volumosos rios atravessam o país, em direção ao sul do país: o Pilcomayo, o Paraná e o Paraguai. As nascentes deste último estão no Brasil, cortando as grandes planícies de aluvião e separando o país em ambas partes, oriental e ocidental. Dos 2.300 km navegáveis do Rio Paraguai, 1.200 km fazem fronteira ou atravessam o Paraguai. A maior parte da navegação provêm do Brasil e, durante a maior parte do ano, navios com calado de 21 m podem chegar à Concepción sem dificuldade. Navios oceânicos de tamanho médio às vezes chegam a Assunção, mas o curso sinuoso e os bancos de areia móveis podem dificultar esse trânsito. Embora lento e raso, o rio às vezes transborda seus baixos bancos, formando pântanos temporários e inundando cidades ribeirinhas. As ilhas fluviais e os meandros abandonados atestam as frequentes mudanças no curso do rio. 
Suas águas, represadas em diversos lugares, abastecem a Usina Hidrelétrica de Itaipu. Em sua margem no Paraguai, desembocam o Monday e o Acaray. Os principais afluentes do rio Paraguai na região Paranenha - os rios Apa, Aquidabán e Tebicuary - descem rapidamente de suas fontes no Planalto do Paraná para as terras mais baixas. Lá eles se alargam e se tornam lentos enquanto correm para o oeste. Após fortes chuvas, esses rios às vezes inundam planícies próximas. Próximo a Assunção, desemboca o Pilcomayo, que vem da Bolívia. Apesar de sua grandeza, o Pilcomayo possui regime bem irregular e, na estiagem, a movimentação de suas águas passa a ser interrompida em certas montanhas.
Com cerca de 4.700 km de extensão, o rio Paraná é o segundo maior rio do país. De Salto del Guairá, onde o rio entra no Paraguai, o rio Paraná flui 800 km até sua confluência com o rio Paraguai e continua para o sul até o estuário do rio da Prata. Em geral, o Rio Paraná é navegável por grandes navios até Encarnación, no Paraguai, mas barcos menores podem ir um pouco mais longe. Nos meses de verão, o rio é profundo o suficiente para permitir que navios com calado de até três metros cheguem a Salto del Guairá, mas as condições sazonais e outras ocasionais limitam severamente o valor de navegação do rio. No curso superior, inundações súbitas podem elevar o nível da água em até cinco metros em vinte e quatro horas; a oeste de Encarnación, no entanto, as rochas do leito do rio às vezes ficam a um metro da superfície durante o inverno e efetivamente cortam a comunicação entre o rio superior e Buenos Aires.
Os rios que correm para o leste através da região Paranenha, como afluentes do rio Paraná, são mais curtos, fluem mais rapidamente e são mais estreitos que os afluentes do rio Paraguai. Dezesseis desses rios e numerosos riachos menores entram no rio Paraná acima de Encarnación.

## Fenômenos naturais extremos

### Neve
A queda de neve no Paraguai é muito rara, levando em conta sua posição geográfica e baixas altitudes; e também que as massas frias de origem polar não atingem o território com tanta intensidade. Mesmo assim há registros desse evento meteorológico. É mais comum a queda de água-neve (mistura de chuva e neve). A probabilidade aumenta na região sul do país, onde há uma maior média de chuvas durante o inverno do que em qualquer outra região.
Em 18 de julho de 1975 ocorreu a queda de água-neve mais famosa no país, na cidade de Encarnación. Nos anos de 1965 e 1973, quedas de água-neve também foram registrados na mesma cidade. Em outras cidades, Pilar também registrou uma leve queda de neve nos anos 70, e em Ciudad del Este ocorreu a outra "grande" nevasca. no inverno de 1982.
Mais recentemente, caiu água-neve na cidade de María Auxiliadora por 5 minutos em 22 de julho de 2013 e 17 de julho de 2017 no departamento de Caazapá.
Na capital Assunção, nunca houve nevascas, embora haja dados sobre leves quedas de água-neve durante o período colonial, o último dos quais teria sido em junho de 1751. Em outras localidades não há registros históricos.

### Tornados
O corredor de tornados da América do Sul passa pelo sul do Paraguai. Esta região tem um risco moderado de tornados, enquanto o risco do resto do país é baixo. Mesmo assim, existem vários antecedentes desses fenômenos em todo o território nacional.
Na noite de 20 de setembro de 1926, a Villa Baja da cidade de Encarnación foi destruída por um tornado F4-5, originado no rio Paraná. Este desastre custou 300 vidas e é considerado o tornado mais mortal da história sul-americana.
Em Ciudad del Este, é normal ver vórtices sobre o rio Paraná, dando origem a tornados que não atingem o limite máximo. Entre novembro e dezembro de 2009, houve vários princípios de tornados, embora não nenhum tenha representado perigo para a população da cidade.
No Departamento Central, na cidade de San Lorenzo, em 1993, ocorreu um tornado da categoria F0-1 de cerca de 50 metros de largura e 500 metros de altura, causando sérios danos no leste do distrito.  Ocorreu em 18 de setembro de 2012 o que se acredita ter sido um tornado classe F0-1 em Gran Asunción, que afetou principalmente a região de Mariano Roque Alonso. Com ventos que ultrapassaram 140 km/h, este tornado gerou graves danos (como o colapso do estruturas). 
Em 11 de abril de 2014, um tornado foi registrado no distrito de Santa Rita, o tornado não foi oficialmente qualificado com qualquer intensidade, porque a área não tem uma estação meteorológica que tenha medido os dados do vento, embora as características corresponderiam a uma das categorias F1. O tornado despedaçou tetos, derrubou árvores , e destruiu plantações.
Em 24 de junho de 2014, em Capiatá, registrou-se um fenômeno que poderia ter sido um tornado de baixo nível, deixando 140 casas danificadas e sem vítimas fatais.
Em 4 de abril de 2015, um tornado na cidade de Horqueta destruiu um assentamento deixando dois mortos. Foi classificado como tornado tipo F2 com ventos de até 200 km / h. e cuja duração foi de aproximadamente 15 minutos. A tempestade também afetou a cidade de Loreto, deixando a destruição em seu rastro.

### Terremotos
O Paraguai, por estar no centro da placa sul-americana, está localizado em uma área de baixa a moderada atividade sísmica. 
Os terremotos com epicentro no país são muito incomuns, a maioria não excedendo 3 a 5 graus na escala Richter. A área do Chaco é a que tem a maior incidência de epicentros de terremotos, embora todos tenham sido muito leves. O maior terremoto registrado no país foi de magnitude 5,6 na escala Richter, no departamento de Boquerón, em 28 de fevereiro de 1989.
Terremotos e até mesmo réplicas de terremotos, com o epicentro fora do país, dependendo da distância, geralmente chegam ao Paraguai com uma magnitude média de 1 a 3 graus na escala de Ritcher. Vários deles são sentidos até mesmo na capital, Assunção, embora a maioria seja imperceptível. O último sentido na capital, ocorreu em outubro de 2015, de magnitude 2 na escala Richter, com seu epicentro a mais de 600 km a oeste da capital, no noroeste da Argentina.

## Pontos extremos
- Ponto mais setentrional - o monte Hito VII Fortin Coronel Sanchez, na fronteira com a Bolívia, Alto Paraguai
- Ponto mais oriental - monte sem nome no reservatório de Itaipu, perto da cidade de Álvar Núñez Cabeza de Vaca, Departamento de Canindeyú
- Ponto mais meridional (incluindo ilhas fluviais) - ilha não identificada ao sul de Isla Talavera no Rio Paraná, Departamento de Itapúa
- Ponto mais meridional (apenas para a massa terrestre principal) - promontório sem nome a sudeste da cidade de Cambyretá e imediatamente ao norte da cidade argentina de Candelária, Departamento de Itapúa
- Ponto mais ocidental - o monte Hito I Esmeralda na fronteira com a Argentina, departamento de Boquerón
- Ponto mais alto - Cerro Tres Kandú, Departamento de Guairá, 842 m
- Ponto mais baixo - confluência do Rio Paraguai e Rio Paraná, 46 m
- Centro geográfico - 133 km a oeste de Concepción

## Antípodas
Quase toda a ilha de Taiwan é antipodal para o Paraguai, apenas a costa noroeste da ilha asiática (incluindo a capital, Taipei) é antipodal com a Argentina. Também o são as ilhas menores de Taiwan, exceto uma das Ilhas Batanes no norte das Filipinas, e todas as Ilhas Sakishimam, no oeste do Japão.